# Lam Apeng
Lam Apeng is een bestuurslaag in het regentschap Aceh Besar van de provincie Atjeh, Indonesië. Lam Apeng telt 526 inwoners (volkstelling 2010).